# Mélanosome

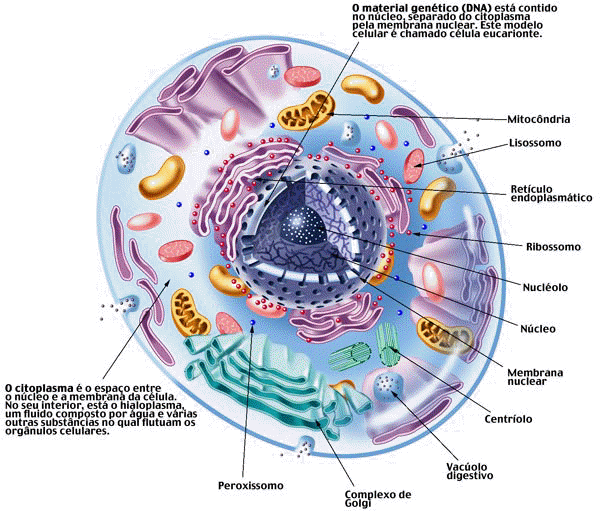
Structure du mélanosome.

Le mélanosome est un organite intracellulaire, parent des lysosomes et des granules des plaquettes sanguines, à l'intérieur duquel sont fabriquées les mélanines, pigments protégeant la peau des radiations solaires dans le règne animal.
Il est produit dans les mélanocytes. Entouré d'une membrane lipidique, sa forme, constante pour une espèce et un type cellulaire donné, varie d'arrondie à allongée. On peut reconnaître le degré de maturation des mélanosomes en observant leur ultrastructure au microscope électronique. Dans certaines espèces (dont l'espèce humaine), les mélanosomes ne restent pas dans les mélanocytes, mais sont évacués en direction des kératinocytes le long de bras ressemblant un peu aux dendrites des neurones (les mélanocytes sont d'origine neurale), dans lesquelles ils se déplacent portés par la kinésine le long d'un système de microtubules. Ce transport peut être déclenché ou intensifié par certains facteurs : intensité des radiations ultraviolettes (bronzage chez l'homme), facteurs hormonaux ou neuraux (changements de couleur liés à l'environnement ou aux émotions/comportements chez certains poissons, crustacés et amphibiens). 
Dans l'espèce humaine, les kératinocytes répartissent les mélanosomes au-dessus de leur noyau, le protégeant ainsi des dégâts dus aux radiations U.V. Le nombre de mélanosomes produits par le mélanocyte, leur taille, leur concentration en mélanines et la nature de celles-ci (eumélanine ou phaeomélanine), ainsi que la façon dont le kératinocyte les répartit au-dessus de son noyau, sont des caractéristiques héréditaires qui influent sur la pigmentation de la peau humaine. 
La fabrication des mélanines à l'intérieur du mélanosome est contrôlée essentiellement par :
- des enzymes oxydatives telles que la tyrosinase (TYR) qui permet la transformation de tyrosine en dopaquinone, précurseur des mélanines ;
- la protéine membranaire contrôlant le pH à l'intérieur du mélanosome (protéine P) ;
- la protéine de transport transmembranaire (MATP) qui affecte l'activité de TYR.

Les gènes impliqués dans la production de ces protéines sont responsables de nombreuses variations et anomalies pigmentaires.